# Trommelmühle

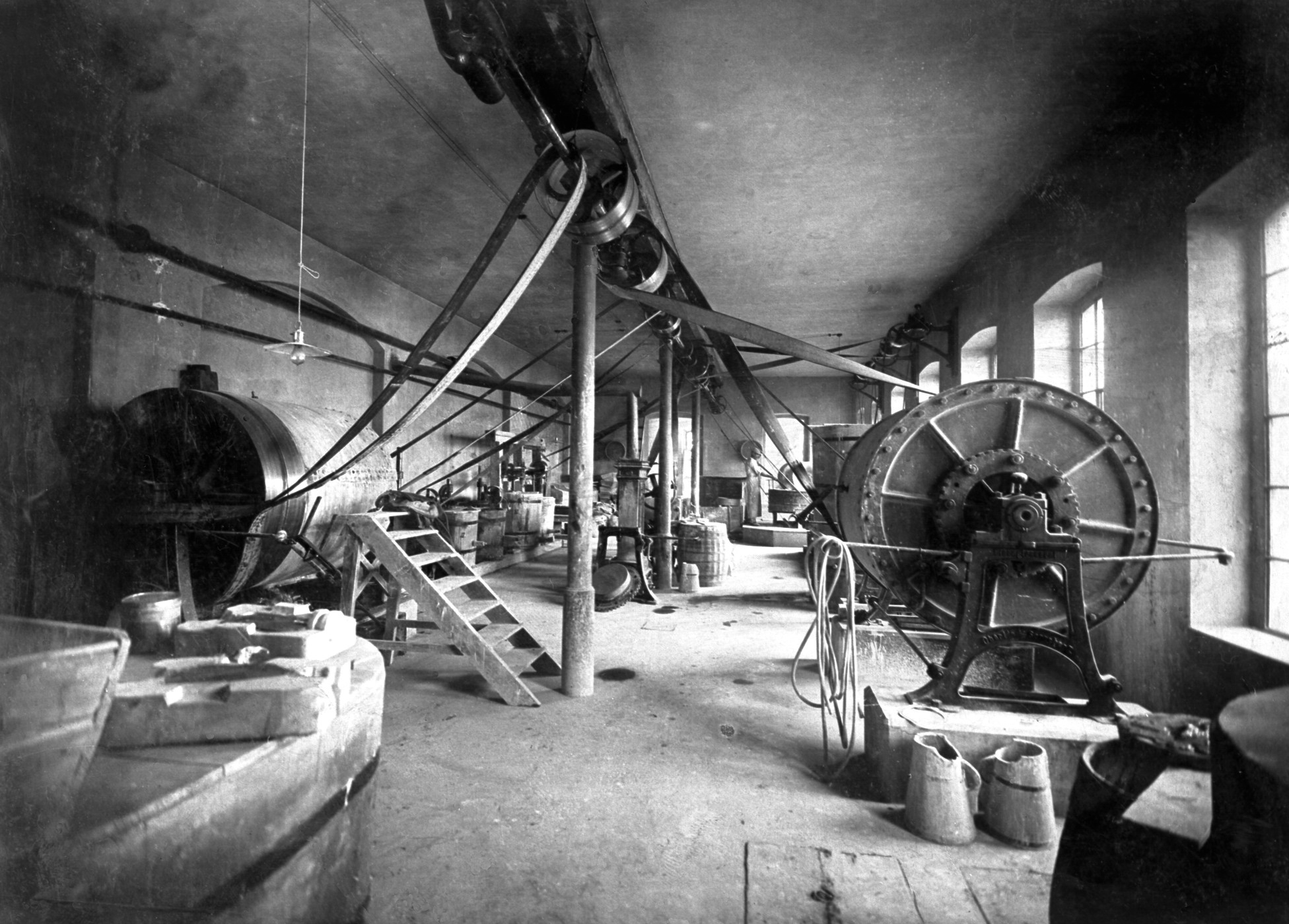
Trommelmühlen in der keramischen Industrie, um 1900

Bei einer Trommelmühle handelt es sich um einen rotierenden, aus Stahlblech geschweißten Zylinder. Zur Entleerung kann dieser auch unter Druck (Druckluft) gesetzt werden. 
Ebenso sind Ausführungen mit keramischer Innenauskleidung bzw. mit Vollkeramiktrommeln bekannt: durch die so gegenüber Stahl deutlich erhöhte Härte des Wandmaterials sind bessere Mahlergebnisse und geringerer Wandabrieb erreichbar. Allerdings muss beim Befüllen mit Kugeln auf die Bruchsprödigkeit der Keramik geachtet werden. Ist nur der Wandabrieb zu minimieren, kann auch auf eine Auskleidung mit Polyurethan zurückgegriffen werden. Trommelmühlen für den Labor- und teilweise auch für den Technikumsmaßstab bestehen meist aus Vollkeramik. Eine einfachere Variante sind Trommeln aus Vollkeramik ohne eigenen Antrieb, die über ein sog. Mahlgestell (zwei, meist gummibeauflagte, parallel angeordnete Rollen, von denen eine extern angetrieben wird) betrieben werden können.
Das Mahlverfahren kann in Nassverfahren (mit Flüssigkeit, z. B. Wasser) und Trockenverfahren unterschieden werden. Die Vermahlung selbst findet mit Kugeln statt, ähnlich dem der Kugelmühle. Die Trommelmühle eignet sich gut zum Zerkleinern grober, körniger Produkte. Diese Mühle findet ihre Anwendungen  meist in der Keramikindustrie.
Auf ihr werden dann für diese Branche relevante Stoffe wie Ferrite, Minerale und Metalloxide vermahlen.